# Marco Carnesecchi
Marco Carnesecchi (Rimini, Italia, 1 de julio de 2000) es un futbolista italiano que juega de portero en el Atalanta B. C. de la Serie A.

## Trayectoria
Comenzó su carrera deportiva en el Atalanta B. C. en 2019, siendo convocado por primera vez para un partido de la Copa de Italia en enero de 2019 frente al Cagliari Calcio.
Durante la temporada 2019-20 estuvo cedido en el Trapani Calcio de la Serie B, al igual que en el segundo tramo del curso 2020-21 cuando se marchó a la U. S. Cremonese. Allí siguió las siguientes dos temporadas, logrando el ascenso a la Serie A la primera de ellas.

## Selección nacional
Fue internacional sub-17, sub-18 y sub-19 con la selección de fútbol de Italia, y en la actualidad es internacional sub-20 y sub-21.
Con la sub-17 disputó el Campeonato Europeo Sub-17 de la UEFA 2017, donde no jugó ningún minuto. Con la sub-19 disputó el Campeonato Europeo de la UEFA Sub-19 2019, y con la sub-20 disputó la Copa Mundial de Fútbol Sub-20 de 2019, teniendo protagonismo en ambas.

## Estadísticas

### Clubes
Actualizado al último partido disputado el 2 de diciembre de 2024.
| Trapani Calcio · Italia               | 2.ª           | 2019-20       | 33  | 52  | 1 | 1 | ― | ― | 34  | 53  |
| Trapani Calcio · Italia               | Total club    | Total club    | 33  | 52  | 1 | 1 | 0 | 0 | 34  | 53  |
| U. S. Cremonese · Italia              | 2.ª           | 2020-21       | 20  | 18  | — | — | ― | ― | 20  | 18  |
| U. S. Cremonese · Italia              | 2.ª           | 2021-22       | 36  | 38  | 1 | 0 | ― | ― | 37  | 38  |
| U. S. Cremonese · Italia              | 1.ª           | 2022-23       | 27  | 42  | 1 | 2 | ― | ― | 28  | 44  |
| U. S. Cremonese · Italia              | Total club    | Total club    | 83  | 98  | 2 | 2 | 0 | 0 | 85  | 100 |
| Atalanta B. C. · Italia               | 1.ª           | 2023-24       | 27  | 30  | 4 | 4 | 1 | 0 | 32  | 34  |
| Atalanta B. C. · Italia               | 1.ª           | 2024-25       | 13  | 16  | 0 | 0 | 5 | 1 | 18  | 17  |
| Atalanta B. C. · Italia               | Total club    | Total club    | 40  | 46  | 4 | 4 | 6 | 1 | 50  | 51  |
| Total carrera                         | Total carrera | Total carrera | 156 | 196 | 7 | 7 | 6 | 1 | 168 | 204 |
| (1) Hace referencia a goles encajados |               |               |     |     |   |   |   |   |     |     |